# Alfonso Herrero
Alfonso Herrero Peinador (Toledo, 21 aprile 1994) è un calciatore spagnolo, portiere del Malaga.

## Carriera

### Club
Cresciuto nel settore giovanile del Real Madrid, dal 2013 al 2016 ha giocato in alternanza con la seconda e la terza squadra dei Blancos. Nel 2016 viene acquistato dal Real Oviedo, che inizialmente lo aggrega alla propria squadra riserve. Esordisce in prima squadra il 25 novembre 2017, disputando l'incontro di Segunda División vinto per 3-1 contro il Numancia. In tre stagioni totalizza 43 presenze in campionato. Nel 2020 si trasferisce al Marbella FC, in terza divisione. Successivamente ha militato con Burgos e Mirandés nella seconda divisione spagnola.

### Nazionale
Ha rappresentato le nazionali giovanili spagnole Under-17 ed Under-19.

## Statistiche

### Presenze e reti nei club
Statistiche aggiornate al 2 ottobre 2022.
| Stagione                | Squadra                 | Campionato              | Campionato | Campionato | Coppe nazionali | Coppe nazionali | Coppe nazionali | Coppe continentali | Coppe continentali | Coppe continentali | Altre coppe | Altre coppe | Altre coppe | Totale | Totale |
| Stagione                | Squadra                 | Comp                    | Pres       | Reti       | Comp            | Pres            | Reti            | Comp               | Pres               | Reti               | Comp        | Pres        | Reti        | Pres   | Reti   |
| ----------------------- | ----------------------- | ----------------------- | ---------- | ---------- | --------------- | --------------- | --------------- | ------------------ | ------------------ | ------------------ | ----------- | ----------- | ----------- | ------ | ------ |
| 2013-2014               | Real Madrid C           | SDB                     | 33         | -45        |                 | -               | -               |                    | -                  | -                  |             | -           | -           | 33     | -45    |
| 2014-2015               | Real M. Castilla        | SDB                     | 8          | -10        |                 | -               | -               |                    | -                  | -                  |             | -           | -           | 8      | -10    |
| 2015-2016               | Real M. Castilla        | SDB                     | 1+1        | -4 + -3    |                 | -               | -               |                    | -                  | -                  |             | -           | -           | 2      | -7     |
| Totale Real M. Castilla | Totale Real M. Castilla | Totale Real M. Castilla | 9+1        | -14 + -3   |                 | -               | -               |                    | -                  | -                  |             | -           | -           | 10     | -17    |
| 2017-2018               | Real Oviedo             | SD                      | 27         | -27        | CR              | 1               | -1              |                    | -                  | -                  |             | -           | -           | 28     | -28    |
| 2018-2019               | Real Oviedo             | SD                      | 13         | -19        | CR              | 0               | 0               |                    | -                  | -                  |             | -           | -           | 13     | -19    |
| 2019-2020               | Real Oviedo             | SD                      | 3          | -6         | CR              | 1               | -3              |                    | -                  | -                  |             | -           | -           | 4      | 9      |
| Totale Real Oviedo      | Totale Real Oviedo      | Totale Real Oviedo      | 43         | -52        |                 | 2               | -4              |                    | -                  | -                  |             | -           | -           | 45     | -56    |
| 2020-2021               | Marbella FC             | SDB                     | 12+8       | -10 + -8   | CR              | 0               | 0               |                    | -                  | -                  |             | -           | -           | 20     | -18    |
| 2021-2022               | Burgos                  | SD                      | 28         | -29        | CR              | 2               | -2              |                    | -                  | -                  |             | -           | -           | 30     | -31    |
| 2022-2023               | Mirandés                | SD                      | 4          | -6         | CR              | 0               | 0               |                    | -                  | -                  |             | -           | -           | 4      | -6     |
| Totale carriera         | Totale carriera         | Totale carriera         | 138        | -167       |                 | 4               | -6              |                    | -                  | -                  |             | -           | -           | 142    | -173   |